# Chthonius giustii
Chthonius giustii är en spindeldjursart som beskrevs av Giuliano Callaini 1981. Chthonius giustii ingår i släktet Chthonius och familjen käkklokrypare. Inga underarter finns listade i Catalogue of Life.